# Paspalum buchtienii
Paspalum buchtienii là một loài thực vật có hoa trong họ Hòa thảo. Loài này được Hack. mô tả khoa học đầu tiên năm 1908.